# 넘버스 스테이션
넘버스 스테이션(The Numbers Station)은 2013년 공개된 미국의 액션 스릴러 영화이다.

## 줄거리
CIA 블랙옵스 요원인 에머슨 켄트는 은퇴를 원했던 전직 요원을 살해하는 임무를 수행한다. 살해 현장을 목격한 남자를 추적해 죽이지만, 그의 딸 레이첼은 살려달라고 애원한다. 켄트가 상관에게 그녀를 살려달라고 설득하려 하지만, 결국 레이첼은 상관에게 살해당하고 켄트는 깊은 죄책감에 시달린다. 그 후 켄트는 영국 시골에 있는 비밀 번호 방송국으로 파견되어 방송 담당자인 캐서린을 감시하는 임무를 맡게 된다. 
방송국이 공격을 받자 켄트와 캐서린은 방송국 안에 갇힌다. 치열한 총격전 끝에 침입자를 제거하지만, 본부에서는 코드가 손상되어 캐서린을 죽이라고 명령한다. 하지만 켄트는 그녀를 죽이지 않고 오히려 그녀와 함께 방송국에서 전송된 15건의 무단 메시지를 추적하기로 결심한다. 조사 결과, 이 메시지들은 정부 고위 관리들을 암살하라는 지시였고, 캐서린은 메시지를 취소할 수 없도록 제거되어야 할 대상이었다. 켄트는 이 암살 계획이 정보 세계를 마비시킬 것이라고 판단하고, 캐서린과 함께 진실을 밝히기로 한다.
본부와 연락했던 전화가 해킹당한 것을 알아챈 켄트는 본부에 거짓으로 캐서린을 죽였다고 보고한다. 켄트는 캐서린을 보호하기 위해 다시 방송국으로 돌아오고, 캐서린은 암살 명령을 취소하는 코드를 방송한다. 하지만 또 다른 침입자가 캐서린을 공격하고, 켄트는 그를 사살한다. 캐서린이 암살 취소 명령을 완료하도록 돕기 위해 켄트는 그녀를 잠시 떠나있지만, 다시 돌아와 그녀에게 마취제를 투여하고 그녀가 죽은 것처럼 보고한다. 켄트는 방송국 전체에 폭탄을 설치하고 폭파시켜 모든 증거를 없앤다.
켄트는 탈출하는 과정에서 본부의 연락 담당자가 배신자라는 것을 알게 된다. 격투 끝에 켄트는 살아남아 병원으로 향하지만, 충격으로 의식을 잃고 병원 주차장에서 사고를 낸다. 병원에서 깨어난 켄트는 캐서린이 살아있다는 것을 확인한다. 켄트는 그녀가 자신의 목숨을 구했다고 거짓 증언하여 상관에게 캐서린을 죽이지 못하게 하고, 둘은 함께 도망쳐 새로운 삶을 시작한다.

## 출연

### 주연
- 존 쿠삭
- 말린 애커맨
- 한나 머레이

### 조연
- 리암 커닝햄
- 루시 그리피스
- 브라이언 딕
- 리처드 블레이크
- 조이 앤사